# 드레이크 방정식

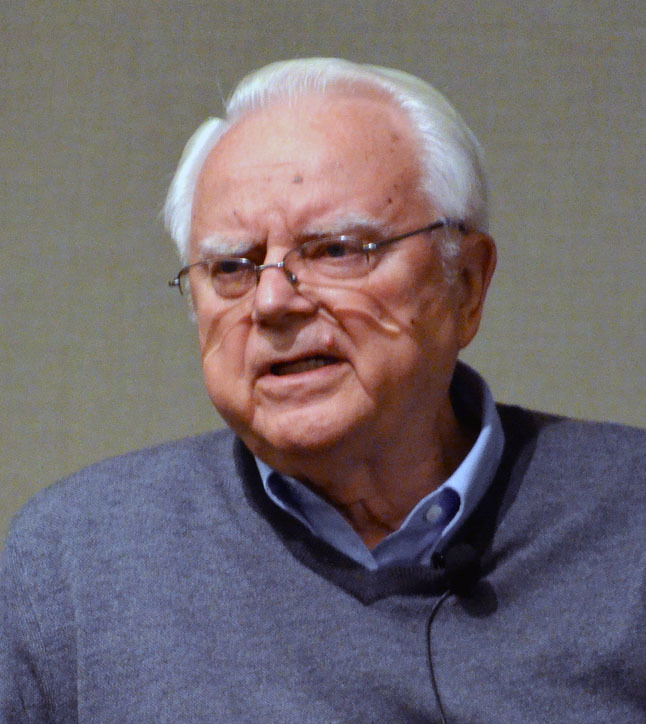
프랭크 드레이크 박사.

드레이크 방정식(영어: Drake equation)은 우리은하 내에서 인류와 교신할 수 있는 지적인 외계 생명체의 수를 추산하는 확률적 방정식이다.
드레이크 방정식은 1961년 프랭크 드레이크가 만들었는데, 외계 문명의 수를 측정하기 위해 제작한 것이 아니라, 외계의 지적생명탐사(SETI)를 주제로 한 첫 과학 회의에서 대화를 촉진하기 위한 주제로써 준비하였었다. 드레이크 방정식에는 교신할 수 있는 생명체에 대한 의문을 해결하기 위해 과학자가 고려해야 하는 주요한 사항이 요약되어 있으며, 흔히 정확한 수를 계산하기보다는 추정치를 만들어내는 용도로 사용한다.
드레이크 방정식에 대한 비판은 보통 방정식 자체가 아니라, 방정식에서 사용하는 변수에 추측성 요소가 많으며, 곱셈으로 연결되어 있기 때문에 어떠한 결론을 내기에는 불확실성이 너무 증폭된다는 사실에 집중된다.

## 방정식
드레이크 방정식은 다음과 같다.
{\displaystyle N=R_{*}\cdot f_{\mathrm {p} }\cdot n_{\mathrm {e} }\cdot f_{\mathrm {l} }\cdot f_{\mathrm {i} }\cdot f_{\mathrm {c} }\cdot L}
N: 우리은하 안에 존재하는 교신이 가능한 문명의 수(현재와 과거의 광추에 있는 문명).
R*: 우리은하 안에서의 평균 항성 탄생 비율.
fp: 항성이 행성을 가지는 비율.
ne: 항성에 속한 행성 중에서 생명체가 살 수 있는 행성의 수.
fl: 조건을 갖춘 행성에서 실제로 생명체가 탄생할 확률.
fi: 탄생한 생명체가 지적 문명으로 진화할 확률.
fc: 지적 문명이 다른 별에 자신의 존재를 알릴 수 있는 통신 기술을 가질 확률.
L: 해당 지적 문명이 실제로 우주로 신호를 보내는 기간.

## 역사
1959년 9월, 물리학자 주세페 코코니와 필립 모리슨은 네이처에 "성간 통신을 찾아서"라는 글을 게재했으며, 내용은 전파망원경의 감도가 다른 항성을 도는 문명이 보내는 신호를 감지할 수 있을 정도로 민감해졌으며, 이 때 신호의 파장은 21 cm (1,420.4 MHz)일 것이라고 주장했다. 이 파장은 우주에서 가장 흔한 물질인 중성 수소의 전파 방출선으로, 다른 외계 문명이 이 파장을 논리적인 사고가 가능한 분계선으로 볼 것이라는 관점을 담았다.
2달 후 하버드 대학교의 천문학 교수 할로 섀플리는 우주에서 생명체가 살고 있는 행성의 수를 추산하며, "우주에는 태양과 비슷한 별이 10경 쯤 있을 것인데, 100만 분의 1 정도는 행성이 돌고 있을 것이고, 100만 분의 100만 분의 1에서만 행성에서 생명체가 생기기 알맞은 화학, 온도, 물, 주야 주기가 있을 것이므로, 진화에 따라 생명체가 존재하는 행성이 1억 개쯤 된다는 결과에 도다른다"고 보았다.
코코니와 모리슨의 글 게재 7달 후, 드레이크는 웨스트버지니아에 있는 그린뱅크 천문대의 26 m 망원경을 이용해 외계 문명의 신호를 찾기 위한 최초의 체계적 조사, 오즈마 계획을 진행했다. 드레이크는 에리다누스자리 엡실론과 고래자리 타우를 21 cm 파장으로 하루에 6시간씩, 1960년 4월부터 7월까지 관측했다. 오즈마 계획은 현대의 기준으로 보아도 간단하고 싼, 잘 설계된 계획이었으나, 어떠한 신호도 감지하지 못했다.
얼마 되지 않아 드레이크는 외계 전파를 감지하기 위해 외계의 지적생명탐사 회의를 주최했다. 회의는 1961년 그린뱅크에서 열렸으며, 드레이크 방정식은 이 회의를 위해 드레이크가 준비해 온 것이었다.
 제가 회의 계획을 세울 때, 며칠 남지 않은 시점에서 의제가 필요하다는 사실을 알아챘습니다. 그래서 저는 외계 생명체를 찾아내는 것이 얼마나 어려운지 예측하기 위해 필요한 사항을 다 적었는데, 적고 나서 보니 이걸 다 곱하면 어떠한 숫자 N, 우리은하에서 감지할 수 있는 문명의 수가 나온다는 사실이 명확했습니다. 이것은 전파 탐지용으로, 원시 생명체를 찾는 목적이 아닙니다.
—프랭크 드레이크
회의에 참석한 10명의 이름은 주최자인 피터 페어맨, 프랭크 드레이크, 필립 모리슨과, 아마추어 무선학자 다나 앗칠리, 화학자 멜빈 캘빈, 천문학자 황서우수, 신경학자 존 C. 릴리, 발명가 바니 올리버, 천문학자 칼 세이건, 전파천문학자 오토 스트루베였다. 참석자 10명은 릴리의 돌고래 의사소통 연구를 본따 자신들을 "돌고래 기사단"이라고 불렀으며, 첫 회의를 기념하기 위해 천문대 복도에 명판을 두었다.

## 유용성

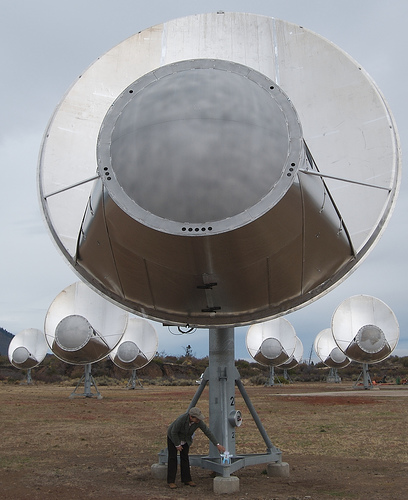
SETI에 사용하는 앨런 망원경 집합체.

드레이크 방정식은 외계 지적생명체에서 전파 신호를 받을 확률에 영향을 주는 요소를 요약하고 있다. 마지막 세 변수 fi, fc, L의 값은 밝혀져 있지 않으며, 추정 또한 어렵고, 추정치도 크기 정도로 여럿 차이가 난다. 이 때문에 드레이크 방정식의 유용성은 해를 구하는 것에 있지 않고, 지구 바깥의 생명체를 찾을 때 고려해야 하는 여러 요소를 요약해주고, 과학적 방법으로서 접근하는 기초를 마련해준다는 데 있다. 드레이크 방정식은 생명의 기원, 다세포 생물의 발생, 지능의 발달 등 우주에서의 생명체 발생에 대한 과학적 문제에 관심을 모으는 데 기여하기도 하였다.
현재 인류의 기술적인 한계로 보아, 실질적으로 외계 지적생명체를 찾기 위해서는 기술의 징후를 찾는 노력이 포함된다. 발표된 지 50년이 넘게 지났음에도 드레이크 방정식은 근본적인 의문을 해결하기 위해 배워야 하는 사항을 보여주는 '지침'으로서 중요성을 가지고 있다. 드레이크 방정식은 우주생물학이 과학의 일부로 정립되는 데에도 기여하였다. 1960년대 초에 비교해 전파와 컴퓨터 기술이 비약적으로 발전했음에도 불구하고, SETI에서는 아직 아무것도 찾지 못했으나, '우리은하에는 외계에서 만든 강력한 발신원이 21 cm 전파를 계속 쏘아대고 있지 않다'는 사실은 알아내었다.

## 추정치

### 기존 추정치
모든 변수에는 각각 상당한 논쟁이 있다. 1961년 드레이크가 사용했던 '추정치'의 값은 다음과 같다.
- R∗ = 1 yr−1 (은하의 생애에서 평균적으로 1년에 항성 1개 형성. 이 값은 보수적인 수치로 받아들여졌다.)
- fp = 0.2 ~ 0.5 (생겨난 항성 중 5분의 1에서 2분의 1 사이가 행성을 가질 것임.)
- ne = 1 ~ 5 (행성이 있는 항성에서는 평균적으로 행성 1~5개가 생명체가 생길 수 있는 환경이 됨.)
- fl = 1 (이러한 행성 중 100%에서 생명체가 발생함.)
- fi = 1 (이러한 생명체 중 100%가 지적생명체로 발달함.)
- fc = 0.1 ~ 0.2 (이러한 문명 중 10~20% 가량이 통신이 가능함.)
- L = 1,000년과 100,000,000년 사이

변수의 최솟값을 방정식에 대입하면 N의 최솟값은 20이 되며, 최댓값을 대입하면 N의 최댓값은 50,000,000이 된다. 드레이크는 불확정성을 고려하여, 회의에서는 대략적으로 N ≈ L이며, 따라서 우리은하에는 지적생명체가 있는 행성이 1,000개에서 100,000,000개 있을 것이라고 결론지었다고 말했다.

### 현대 추정치

#### 은하 안에서의 평균 항성 탄생 비율R∗
2010년 미국 항공우주국과 유럽 우주국은 은하 내에서의 항성 형성 비율은 1년 당 0.68~1.45 M☉이며, 항성의 개수를 알기 위해 이 값을 초기질량함수로 나누면, 1년당 항성 1.5~3개가 형성된다고 결론지었다.

#### 항성이 행성을 가지는 비율fp
2012년 미세중력렌즈 탐사를 분석한 결과에서는, fp의 값이 1에 수렴한다, 즉 항성에 행성이 도는 것이 기본이며, 없는 것이 특이한 경우라고 결론내렸다. 따라서, 우리은하의 항성에는 평균적으로 1개 이상의 행성이 있다.

#### 항성에 속한 행성 중에서 생명체가 살 수 있는 행성의 수ne
2013년 11월 케플러 우주망원경의 관측 결과를 바탕으로, 우리은하에만 유사 태양과 적색왜성의 생명체 거주가능 영역에 위치한 지구형 행성이 400억 개에 달하며, 이 중 110억 개는 태양과 비슷한 항성 주위를 돌고 있다는 계산 결과가 발표되었다. 우리은하에 있는 항성의 수는 약 5000억 개이기 때문에, fp · ne의 값은 약 0.4가 된다. 생명체 거주가능 영역에 위치한 가장 가까운 행성은 센타우루스자리 프록시마 b로, 약 4.2광년 떨어져 있다.
그린뱅크 회의에서는 ne의 최솟값이 3에서 5 사이일 것이라고 추정했는데, 네덜란드의 과학 기자 호버르트 스힐링은 이 값이 낙관적이라고 주장했다. 만약 행성이 거주가능 영역에 위치하여도, 그 행성에 알맞은 요소가 있는지는 추산하기 어렵다. 브라드 깁손, 예셰 페너, 찰리 라인위버는 우리은하에 있는 항성계 중 10% 가량에서만 중원소가 있고, 초신성에서 충분히 멀리 있으며, 충분히 오랫동안 안정적으로 유지되어 생명이 살 수 있는 환경이 만들어질 것이라고 추정하였다.
항성을 매우 가깝게 공전하는 뜨거운 목성이 다수 발견되면서, 항성계에서 생명체가 살 수 있는 행성이 많이 살아남지 않을 것이라는 의문이 제기되었는데, 이는 이러한 행성이 행성 이동을 통해 궤도를 옮겨다니며 다른 행성의 궤도를 교란시키기 때문이다.
다른 관점에서는, 태양과 비슷한 항성에서만 생명체의 거주가능성이 생기는 것은 아니며, 적색왜성 근처에서 조석 고정 상태로 공전하는 행성도 생명체가 거주할 가능성이 있다고 보기도 하지만, 적색왜성의 플레어로 인해 결과가 바뀔 수도 있다. 유로파, 타이탄, 엔셀라두스 등 기체 행성의 위성은 더욱 불확실하다.
희귀한 지구 가설에서는 은하 내에서의 방사선이 낮은 위치에 있어야 하며, 항성의 금속함량이 높아야 하고, 소행성 폭격을 피하기 위해 밀도가 낮아야 하며, 뜨거운 목성이 없는 상태에서 소행성을 막아주는 기체 행성이 있어야 하고, 판 구조가 있어야 하며, 조석 현상을 만들 만한 큰 위성이 있어야 하고, 자전축 기울기가 적당해 계절의 변화가 생겨야 하는 등, 여러 제약 조건을 추가한다.

#### 조건을 갖춘 행성에서 실제로 생명체가 탄생할 확률fl
지구에서의 지질학적 자료를 보았을 때 fl의 값은 높다고 보여지는데, 이는 지구에서 생명체가 생겨나기 알맞은 조건이 이루어짐과 거의 동시에 생명체가 발생하였기 때문에, 조건이 맞을 경우 생명의 기원은 흔하게 일어난다고 볼 수 있기 때문이다. 하지만 이 설명은 행성 1개(지구)만을 보았고, 표본 행성을 무작위로 선택한 것이 아니라, 그 행성에 사는 생명체가 선택한 것이기 때문에, 인류 원리에 의한 오염이 일어났다고 간주된다. 전통적인 가설 검정 관점에서는, 우리은하 내 모든 행성에서 fl의 값이 동등하다는 가정을 하지 않는 경우, 자유도가 0이기 때문에, 어떠한 추측을 내놓을 수 없다고 본다. 만약 지구와 독립적인 생명체 또는 과거에 생명체가 살았던 흔적이 화성, 유로파, 엔셀라두스, 타이탄에서 발견된다면, fl의 값이 1과 가까울 것임을 암시한다. 이러할 경우 자유도가 0에서 1로 올라가지만, 표본 크기가 작기 때문에 불확실성은 크게 유지되며, 지구의 생명체와 관련이 있을 가능성을 배제할 수도 없다.
이에 대한 반론으로는, 지구에서 생명체가 1번 이상 탄생했다는 증거가 없다, 다시 말해 지구의 모든 생명의 기원은 같다는 것이 제기되는데, 만약 생명의 기원이 흔했다면 지구에서도 여러 번 발생했어야 한다는 것이다. 이를 증명하기 위해 지구에서 일반적인 생명체와 다르게 생긴 세균을 찾는 시도는 있었지만, 아직까지 발견된 사례는 없다. 생명체가 여러 번 발생했으나, 경쟁에서 져 모두 사라졌거나, 대량절멸 때 모두 사라지는 등 여러 방법으로 사라졌을 수도 있다. 생화학자 프랜시스 크릭과 레슬리 오겔은 "우리가 이 은하에서 혼자가 맞는지, 은하가 다양한 형태의 생명체가 넘쳐나는 공간인지 알 방법이 전혀 없다"며, 이 불확실성을 강조했다.
2020년 노팅엄 대학교의 연구진은 보통 원리에 입각하여 '우주생물학적 코페르니쿠스 원리', 즉 "지적생명체는 지구처럼 다른 행성에도 생겨날 것이며, 이에 따라 수십억 년 내에 생명체 자체도 진화의 자연스러운 부분으로서 생겨날 것이다"고 주장하였다. 연구진은  fl, fi, fc의 값을 모두 1(확실함)로 보았으며, 이에 따라 계산하면 오차범위를 무시하고 우리은하에 있는 지적생명체는 30개 이상이라는 결과가 나온다.

#### 탄생한 생명체가 지적 문명으로 진화할 확률fi
이 값은 특히 논란이 많다. 생물학자 에른스트 마이어 등 값이 낮다고 주장하는 측에서는, 지구에 있는 생물은 수십억 종에 달하지만 단 하나만 지적 문명으로 진화했으므로, fi의 값이 매우 작을 수밖에 없다고 주장한다. 희귀한 지구 가설에서는 이와 마찬가지로, ne의 값이 낮다는 점을 제외하고, fi의 값 또한 낮다고 본다. 값이 높다고 주장하는 측에서는, 생물은 시간이 지나며 전체적으로 복잡한 형태로 진화하는 경향이 있으므로, 지적생명체로의 진화는 거의 필수불가결하기 때문에, fi의 값은 1에 가깝다고 본다. 드레이크 방정식에 대한 대표적인 비판에서는 fi의 값 범위가 넓기 때문에 추정치를 전혀 신뢰하지 못하게 된다는 점을 든다.
생명체 자체는 지구의 생성 직후 만들어진 것으로 보이지만, 다세포생물이 다수 발생한 캄브리아기 폭발은 지구가 만들어지고 한참 후에 발생했으므로, 특별한 조건이 필요했다는 것을 암시한다. 눈덩이 지구 가설이나 대량절멸 연구에서는 지구의 생명이 상당히 약할 것이라고 추정한다. 화성의 생명체의 흔적이 발견될 경우, fl의 값 자체는 증가할 가능성이 있지만, 반대로 지적 문명으로 발달하는 사례가 적다는 반증으로도 사용될 수 있다.
지구가 은하 중심에서 일정한 거리만큼 떨어진 원 궤도를 돌아, 초신성에서 나오는 방사선을 피할 수 있게끔 나선팔 바깥에 위치하고 있다는 사실이 밝혀지자, fi 값의 추정에도 영향을 미쳤다. 또한, 지구에 상대적으로 큰 위성(달)이 있기 때문에, 자전축 기울기의 변동을 억제함으로서 생명체의 발달을 도왔을 수도 있다.
{\displaystyle f_{\mathrm {l} }\cdot f_{\mathrm {i} }}의 값을 구하기 위한 정량적 연구도 여럿 진행되었는데, 대표적으로 2020년 베이즈 추론을 이용한 연구에서는, 지구와 환경이 같은 경우 지적생명체가 발달할 가능성이 있지만, 확률이 높지는 않다고 보았다.
행성과학자 리톈룽은, 지구의 나이(46억 년)와 지적생명체가 발달한 연수(호모 에렉투스가 등장한 이후부터 100만 년)를 비교하여, 이 값이 0.0002로 매우 낮다는 견해를 내놓았다.

#### 지적 문명이 다른 별에 자신의 존재를 알릴 수 있는 통신 기술을 가질 확률fc
통신을 하기 위해 지구에서 취할 수 있는 방법은 별로 없으며, 지구에서의 시도도 전체 항성 중 극히 일부만을 다루고 있는 데 더해, 외계 문명이 존재함에도 통신하지 않기로 선택했다는 가설도 상당수 존재한다. 하지만 외계 문명을 찾기 위한 방법은 직접적 통신 외에도 있으며, 계산 결과에 따르면 현대 인류의 기술로도 인류의 기술과 비슷한 수준의 외계 문명을 감지할 수 있다.
외계 문명이 신호를 보낸다는 가정 하에, 지구에서 신호를 감지할 수 있을 정도로 가까운 비율이 어느 정도일지 또한 문제로 남아 있다. 예를 들어, 인류의 전파 망원경 기술로는 지구의 신호를 감지할 수 있는 범위가 1광년밖에 되지 않는다.

#### 우주로 신호를 보내는 문명의 존속 기간L
마이클 셔머는 지구의 문명 60개의 평균 존속 기간을 바탕으로, L의 값을 420년으로 추정했으며, 로마 제국 이후의 문명 28개를 이용하여 '현대' 문명의 경우 304년이라는 결과를 산출했다. 하지만 보통 한 문명이 멸망한 후 세워지는 다음 문명은 전 문명의 기술을 갖고 간다는 점에서, 이 수치가 드레이크 방정식의 개념과 일치하는지는 논란이 있다. 변형 드레이크 방정식 일부에서는 재등장 척도라는 개념을 도입하여 이 문제를 회피하는데, L 값과 관련 없이 재등장 척도의 값만을 증가시켜, 후속 문명이 이전 문명을 이어받았음을 나타낸다. 또한 이 연구에서 사용한 문명 모두 성간 교신을 이루지 못했기 때문에, 가정 자체가 성립하지 않는다고 보기도 한다.
데이비드 그린스푼은 만약 문명이 충분히 발달했다면, 생존에 위협이 되는 모든 위협을 극복할 것이며, 따라서 존속 기간 L은 수십억 년 이상이 될 것이라고 보았는데, 이 경우 우리은하에는 지적생명체가 계속 증가하고 있다는 말이 된다. 그린스푼은 여기에 L의 값을, 단순한 멸종으로는 사라지지 않아 '불멸'이 된 문명의 비율 fIC와, 이 과정의 지속 시간 T를 곱한 fIC · T로 바꿀 것을 제안했다. 이 경우 T의 값은 우주의 나이와 비슷하게 되어 계산하기 쉬워진다는 장점이 있다.
만약 두 문명 이상이 만난다면, 서로에게서 배우기 때문에 존속 기간이 늘어날 것이라는 관점도 있다.
천문학자 칼 세이건은 드레이크 방정식에서 존속 기간을 제외한 모든 변수의 값이 크며, 이 때문에 우주에 있는 문명의 수는 문명이 스스로를 파괴하지 않는 능력에 달려 있다고 보았다. 세이건은 이를 자신의 환경 운동 및 핵무기의 위험 홍보에 이용하였다.
인공 일반 지능이 인류를 대체할 것이라는 예측과 관련하여, 외계 문명이 유기체가 아닐 것이라는 추측도 존재한다.

### 결과의 범위
드레이크 방정식은 사용한 추정치에 따라서 매우 다양한 결과가 나오며, 이는 드레이크 방정식에 사용하는 변수의 값을 잘 결정하지 못했기 때문이다. 특히 N ≪ 1, 우리만이 우주에 있다는 결과나, N ≫ 1, 많은 문명과 만날 수 있다는 결과가 나올 수 있다. 여기서 인류의 존재 자체가 지적생명체로의 발달 가능성이 0보다는 크다는 것을 암시한다는 데는 대체로 동의하고 있다.
최저치 추산의 예시로, NASA에서 추산한 항성의 생성 비율과, 희귀한 지구 가설에서의 값인 fp · ne · fl = 10−5, 마이어의 지적생명체 발생 비율, 드레이크의 '교신' 관점, 셔머의 존속 기간을 이용하면 각 변수의 값은 다음과 같다.
R∗ = 1.5–3 yr−1, fp · ne · fl = 10−5, fi = 10−9, fc = 0.2[드레이크], L = 304 년
위 값을 토대로 계산한 값은 다음과 같다.
N = 1.5 × 10−5 × 10−9 × 0.2 × 304 = 9.1 × 10−13
즉 우리는 우리은하, 또는 관측 가능한 우주에서 유일한 문명이라는 결과가 나온다.
반면, 각 변수에서 상한값을 사용하면, N의 값은 1보다 크게 나온다. 주로 제안되는 각 변수의 값은 다음과 같다.
R∗ = 1.5–3 yr−1, fp = 1, ne = 0.2, fl = 0.13, fi = 1, fc = 0.2[드레이크], L = 109 년
위 값을 토대로 계산한 값은 다음과 같다.
N = 3 × 1 × 0.2 × 0.13 × 1 × 0.2 × 109 = 15,600,000
드레이크 방정식에 사용되는 변수를 몬테카를로 방법에 따라 추산한 결과에서는 문명의 수가 몇백 배 정도의 범위로 변동했다.

### 다른 기술 문명이 존재했을 가능성
2016년 아담 프랭크와 우드러프 설리반은 거주가능한 행성에서 기술을 가진 생명이 탄생하기 얼마나 어려운지를 보이고, 지구가 은하와 우주에서 탄생한 유일한 문명임을 보여주기 위해 드레이크 방정식을 변형하였다. 질문에 맞춰 식을 변형하면 문명의 존속 기간과 교신에서 나오는 불확실성을 아에 삭제할 수 있으며, 항성에 생기는 거주가능한 행성의 수는 현재의 기술로 추정할 수 있으므로, 유일하게 남는 불확실한 변수는 거주가능한 행성에서 기술 문명이 발생하는지가 된다. 지구가 우주의 유일한 기술 문명이기 위해서는 이 확률이 2.5×10−24 이하여야 하며, 우리은하에서 유일할 경우는 1.7×10−11 (약 600억 분의 1) 이하여야 한다. 이를 통해, 지구가 우주 전체에서 유일한 기술 문명일 가능성은 매우 낮다고 추측할 수 있다.

## 변형
드레이크 방정식은 관련 있는 변수만을 포함한, 매우 단순한 모형으로, 드레이크 방정식을 변형한 형태도 여러 개 존재한다. 대표적으로는 기존의 여섯 변수를 몬테카를로 방법에 따라 추산하는 방식으로 불확실성을 줄이려고 한 결과, 지속 기간을 제외한 나머지 변수의 곱한 값이 0.85 년-1로 산출된 사례가 있다.
일각에서는 드레이크 방정식에서는 외계 문명과의 접촉에 필요한 여러 요소를 무시한다고 보기도 한다. 대표적으로 데이비드 브린은 "드레이크 방정식에서는 지적생명체가 자발적으로 생겨나는 장소에 대해서만 말한다. 지적생명체와 인류와의 접촉에 대해서는 아무것도 직접적으로 말하지 않는다"고 말했다. SETI에서는 지적생명체와의 접촉을 중시하기 때문에, 드레이크 방정식을 변형한 형식이 여럿 제안되었다.
식민지화외계 문명이 다른 항성계를 식민지화하는 효과를 고려하여 드레이크 방정식을 일반화한 방정식도 있다. 이 방정식에서는 확장 속도 v와 존속 기간 L 동안 존재하는 식민지가 포함되며, 결과식은 식 3개로 표현되는 복잡한 형태이다.
재등장 척도드레이크 방정식은 행성에서 지적 문명이 '몇 번' 등장했는지를 곱할 수도 있는데, 이는 어떤 문명이 존속 기간이 다해 사라지더라도 그 행성에 생명 자체는 몇십억 년 동안 계속 존재해 다음 문명이 발달할 수도 있기 때문에, 한 행성에서의 생명 존재 기간에 여러 문명이 등장할 수 있다는 것이다. 따라서, nr을 문명이 사라진 행성에 나타나는 새로운 문명의 수로 본다면, 그 행성에서 등장하는 문명 수는 1 + nr이 되며, 이를 재등장 척도로 사용한다.
재등장 척도는 세계재앙위험의 원인이 무엇인가에 따라 달라진다. 만약 핵겨울 등 일시적인 거주가능성 감소일 경우 nr의 값은 높지만, 항성진화 등 영구적인 거주가능성 감소일 경우 nr의 값은 0에 가깝게 된다. 만약 생명이 완전히 멸종할 경우, '생명이' 몇 번 등장했는지로 fl를 비슷하게 적용할 수 있다.
METI 척도알렉산드르 자이체프는 교신이 가능한 것과 교신을 하는 것은 다르다고, 예를 들어 인류는 교신이 가능한 상태이지만, 성간 신호를 고의적으로 보내거나 하지는 않는다고 주장하였다. 자이체프는 이를 들어 METI(messaging to extraterrestrial intelligence) 척도를 드레이크 방정식에 추가하여, 외계 문명 중 실제로 성간 통신에 적극적으로 참여하는 비율을 나타내었다.
METI 척도는 상대방을 발견하기 위해 직접 강한 신호를 보낼 필요는 없고, 수신 장비만 있으면 된다는 점에서 오류의 소지가 있으나, 이 또한 인류가 아직 정확히 값을 결정하지 못하는 변수에 속한다.
생물학적 기체천문학자 사라 시거는 생명체의 흔적을 나타내는 기체를 찾는 것을 주제로 방정식을 변형하였다. 생명체의 흔적을 나타내는 기체는 유기체가 행성 대기에 방출해, 우주망원경으로도 관측이 가능한 정도로 농도가 올라가는 경우를 가리킨다.
시거가 제안한 방정식의 형태는 다음과 같으며,
{\displaystyle N=N_{*}\cdot F_{\mathrm {Q} }\cdot F_{\mathrm {HZ} }\cdot F_{\mathrm {O} }\cdot F_{\mathrm {L} }\cdot F_{\mathrm {S} }}
여기서 각 변수의 뜻은 다음과 같다.
N = 생명체의 흔적을 감지할 수 있는 행성의 수.
N∗ = 관측한 항성의 수.
FQ = 관측한 항성 중 고요한 항성의 비율.
FHZ = 위 항성 중 거주가능 구역에 지구형 행성이 있는 경우의 비율.
FO = 위 행성 중 관측이 가능한 비율.
FL = 위 행성 중 생명체가 있는 비율.
FS = 위 행성 중 생명체가 감지 가능한 수준으로 기체를 방출하는 경우
시거는 "드레이크 방정식을 없애려는 게 아니다. 완전히 다른 주제이다"라고, 또 "드레이크가 방정식을 제안한 이후로 외계 행성 수천 개가 발견되었다. 우리 모두는 그 이후로 저 바깥에 무엇이 있을지 관점의 대변혁이 일어났다. 이제 우리는 지적생명체와 관련되지 않은 문제가 남아 있다. 가까운 미래에 어떤 방법으로던지 생명체의 흔적을 찾을 수 있을까?"라고 언급했다.

## 비판
드레이크 방정식은 방정식의 변수 일부가 추측에 근거한다는 점에서 주로 비판받고 있다. 항성과 행성의 형성 비율은 이론으로 정립하기 쉽고 관측적 근거도 있으나, 다른 변수는 물리학적 요소가 아닌, 생명체, 지능, 문명의 발달에 대한 이해를 바탕으로 한다는 점에서, 어림적인 요소가 강하며, 예시가 지구 1개밖에 없기 때문에, 통계학적 추정도 불가능하다는 것이다. 이로 인해 드레이크 방정식은 어떠한 결론을 내는 데 사용할 수 없으며, 오차 범위는 통상적으로 의미가 있거나 최소한 받아들일 만하다고 여겨지는 범위를 아득히 넘는다.
이러한 비판에 대한 반론은, 드레이크 방정식이 추측에 근거한 변수가 많은 것은 사실이지만, 개발 목적 자체는 이러한 주제에 대한 논의를 촉진시키기 위한 것이었다는 것으로, 드레이크도 방정식을 그린뱅크 회의에서의 의제로 사용하기 위해서만 만들었었다.

### 페르미 역설
수억 년을 지속하는 문명의 경우, 비록 현재 인류 수준의 느린 기술로라도, 은하 전체로 퍼져나갈 수 있다. 하지만 우리은하를 포함해 관측 가능한 우주의 은하 2조 개 중 어디서도 지적생명체의 흔적은 찾을 수 없다. 이에 따라, 생명체의 본능이 가능한 모든 영토를 채우는 것이라고 한다면, 지구를 식민지화하거나, 최소한 도착이라도 했어야 하지만, 이러한 사건이 있었다는 증거는 전혀 없다. 이는 페르미의 "그러면 그들은 어디에 있는가?"라는 질문으로 이어진다.
페르미 역설을 설명하기 위한 가설은 매우 다양하다. 단적으로, 2015년에 출판된 책에는 해결책 75개가 실렸다. 가설은 드레이크 방정식을 이용해서 크게 세 분류로 나눌 수 있다.
- 지적생명체가 등장하는 수 자체가 적다. 이는 R∗ · fp · ne · fl · fi 중 하나 이상의 값이 매우 낮기 때문에 전체의 값이 낮아진다는 것으로, 가장 흔한 추측은 fi이지만, 희귀한 지구 가설 등 일부는 ne을 원인으로 본다.
- 지적생명체는 존재하지만 우리가 보지 못한다. 이는 fc가 작음을 나타낸다. 이에 속하는 대표적인 가설로는 문명 사이의 거리가 너무 멀거나, 은하로 퍼져나가는 데 드는 비용이 너무 크거나, 문명이 신호를 방출하는 기간은 매우 짧거나, 통신 자체가 위험하거나 등이 있다.
- 교신 가능한 지적생명체의 지속 기간이 짧다. 이는 L이 작음을 나타낸다. 드레이크는 외계 문명이 여럿 발생하지만, 존재한다는 증거가 없다는 것은, 기술을 가진 문명은 상대적으로 빠르게 사라지기 때문이라고 추정하였다. 이에 속하는 대표적인 가설로는 지적생명체는 스스로를 파괴하는 습성이 있거나, 지적생명체는 다른 지적생명체를 파괴하는 습성이 있거나, 자연현상으로 인해 파괴되는 경향이 있거나 등이다.

이러한 과정을 통해, 어떠한 요인 하나가 값을 줄이는 역할을 하고 있다는 대여과기 이론이 등장하였다. 이 관점에 따르면 지적생명체의 탄생 자체가 어렵거나, 지적생명체의 지속 시간이 짧거나, 지적생명체가 자신의 존재를 드러내는 기간이 매우 짧기 때문에 지구에서 관측하지 못한다.
앤더스 샌드버그, 에릭 드렉슬러, 토비 오드는 "관측 가능한 우주에 다른 지적생명체가 없을 가능성이 어림적으로 상당하다"고 분석하였다.

## 대중 문화
드레이크 방정식은 진 로든베리가 스타 트렉을 만들 때 생명체가 거주하는 행성의 다양성을 보여주기 위해 인용하였다. 하지만 로든베리는 방정식 원본을 얻지 못해, 자신의 방식대로 '발명'해야 했다. 로든베리가 만든 방정식의 형태는 다음과 같다.
{\displaystyle Ff^{2}(MgE)-C^{1}Ri^{1}\cdot M=L/So}
여기에서 거듭제곱으로 증가한 변수는 결국 자기 자신이 나오게 된다.

## 같이 보기
- 우주생물학
- 골디락스 원리
- 카르다쇼프 척도
- 행성 거주가능성
- 미확인비행체학